# Cercopithecus petaurista
El cercopiteco menor (Cercopithecus petaurista) es una especie de cercopiteco propia de las selvas africanas existentes entre Liberia y Benín, si bien se cree que pueden existir poblaciones en Senegal o Gambia.
El peso de los machos es de unos 4.4 kg. Las hembras pesan unos 2.9 kg.
Habita en todo tipo de bosques. Demuestra preferencia por la vegetación secundaria.
La dieta consiste de frutas, hojas e invertebrados